# Natação nos Jogos Paralímpicos de Verão de 2012 - 50 m borboleta masculino
As competições de 50 metros borboleta masculino da natação nos Jogos Paralímpicos de Verão de 2012 foram disputadas entre os dias 30 de agosto e 7 de setembro no Centro Aquático de Londres, na capital britânica. Participaram desse evento atletas de 3 classes diferentes de deficiência.

## Medalhistas

### Classe S5
| Ouro   | BRA Daniel Dias |
| Prata  | USA Roy Perkins |
| Bronze | CHN He Junquan  |

### Classe S6
| Ouro   | CHN Qing Xu       |
| Prata  | CHN Zheng Tao     |
| Bronze | JPN Kyosuke Oyama |

### Classe S7
| Ouro   | CHN Pan Shiyun         |
| Prata  | UKR Yevheniy Bohodayko |
| Bronze | CHN Wang Jingang       |

## S5

### Eliminatórias

#### Eliminatória 1
| Pos. | Raia | Atleta                | Tempo | Notas  |
| ---- | ---- | --------------------- | ----- | ------ |
| 1    | 4    | CHN He Junquan        | 37.26 | Q      |
| 2    | 2    | SLO Darko Đurić       | 40.99 | Q (S4) |
| 3    | 3    | ESP Ricardo Ten       | 43.29 | Q      |
| 4    | 5    | THA Voravit Kaewkham  | 45.04 |        |
| 5    | 7    | RUS Aleksei Lyzhikhin | 51.30 |        |
| 6    | 1    | ARG Ariel Quassi      | 55.19 |        |
| —    | 6    | GBR Anthony Stephens  | DNS   |        |

#### Eliminatória 2
| Pos. | Raia | Atleta                  | Tempo | Notas |
| ---- | ---- | ----------------------- | ----- | ----- |
| 1    | 4    | USA Roy Perkins         | 34.53 | Q     |
| 2    | 5    | GBR Andrew Mullen       | 39.71 | Q     |
| 3    | 3    | CZE Arnošt Petráček     | 42.08 | Q     |
| 4    | 6    | GRE Antonios Tsapatakis | 44.47 |       |
| 5    | 2    | BRA Clodoaldo Silva     | 47.19 |       |
| 6    | 7    | ITA Nicolo Bensi        | 49.06 |       |
| 7    | 1    | CRO Matija Grebenić     | 52.12 |       |

#### Eliminatória 3
| Pos. | Raia | Atleta               | Tempo | Notas |
| ---- | ---- | -------------------- | ----- | ----- |
| 1    | 4    | BRA Daniel Dias      | 35.72 | Q     |
| 2    | 3    | TUR Beytullah Eroğlu | 42.27 | Q     |
| 3    | 6    | ITA Efrem Morelli    | 43.71 |       |
| 4    | 5    | VIE Võ Thanh Tùng    | 43.82 |       |
| 5    | 7    | JPN Takayuki Suzuki  | 48.10 |       |
| 6    | 2    | MAS Jamery Siga      | 51.54 |       |
| 7    | 1    | ESP Miguel Luque     | 54.88 |       |

### Final
| Pos.   | Raia | Atleta               | Tempo | Notas           |
| ------ | ---- | -------------------- | ----- | --------------- |
| Ouro   | 5    | BRA Daniel Dias      | 34.15 | Recorde mundial |
| Prata  | 4    | USA Roy Perkins      | 34.57 |                 |
| Bronze | 3    | CHN He Junquan       | 37.20 |                 |
| 4      | 6    | GBR Andrew Mullen    | 40.04 |                 |
| 5      | 2    | SLO Darko Đurić      | 40.48 | (S4)            |
| 6      | 7    | CZE Arnošt Petráček  | 41.23 |                 |
| 7      | 1    | TUR Beytullah Eroğlu | 41.44 |                 |
| 8      | 8    | ESP Ricardo Ten      | 43.65 |                 |

## S6

### Eliminatória
| Pos. | Raia | Atleta                 | Tempo | Notas |
| ---- | ---- | ---------------------- | ----- | ----- |
| 1    | 4    | CHN Zheng Tao          | 32.37 | Q     |
| 2    | 5    | CHN Luo Fangyu         | 32.94 | Q     |
| 3    | 6    | UKR Iaroslav Semenenko | 33.84 | Q     |
| 4    | 3    | AUS Aaron Rhind        | 34.29 | Q     |
| 5    | 2    | MYA Sit Aung Naing     | 35.41 |       |
| 6    | 7    | AUS Reagan Wickens     | 38.69 |       |

#### Eliminatória 2
| Pos. | Raia | Atleta                | Tempo | Notas |
| ---- | ---- | --------------------- | ----- | ----- |
| 1    | 4    | CHN Xu Qing           | 31.37 | Q     |
| 2    | 5    | JPN Kyosuke Oyama     | 31.87 | Q     |
| 3    | 6    | COL Nelson Crispín    | 32.42 | Q     |
| 4    | 3    | GBR Sascha Kindred    | 33.19 | Q     |
| 5    | 2    | AUS Matthew Haanappel | 35.46 |       |
| 6    | 7    | GER Swen Michaelis    | 37.20 |       |

### Final
| Pos.   | Raia | Atleta                 | Tempo | Notas              |
| ------ | ---- | ---------------------- | ----- | ------------------ |
| Ouro   | 4    | CHN Xu Qing            | 29.90 | Recorde mundial    |
| Prata  | 3    | CHN Zheng Tao          | 30.27 |                    |
| Bronze | 5    | JPN Kyosuke Oyama      | 31.43 |                    |
| 4      | 2    | CHN Luo Fangyu         | 32.26 |                    |
| 5      | 6    | COL Nelson Crispín     | 32.71 |                    |
| 6      | 1    | UKR Iaroslav Semenenko | 33.47 |                    |
| 7      | 8    | AUS Aaron Rhind        | 34.03 | Recorde da Oceania |
| —      | 7    | GBR Sascha Kindred     | DSQ   |                    |

## S7

### Eliminatórias

#### Eliminatória 1
| Pos. | Raia | Atleta                 | Tempo | Notas |
| ---- | ---- | ---------------------- | ----- | ----- |
| 1    | 4    | UKR Yevheniy Bohodayko | 30.41 | Q     |
| 2    | 3    | AUS Matthew Levy       | 31.68 | Q     |
| 3    | 5    | CHN Yang Yuanrun       | 32.36 | Q     |
| 4    | 6    | USA Lantz Lamback      | 33.76 | Q     |
| 5    | 2    | UKR Ievgen Poltavskyi  | 35.01 |       |

#### Eliminatória 2
| Pos. | Raia | Atleta                   | Tempo | Notas |
| ---- | ---- | ------------------------ | ----- | ----- |
| 1    | 5    | CHN Wang Jingang         | 32.25 | Q     |
| 2    | 4    | CHN Pan Shiyun           | 32.42 | Q     |
| 3    | 3    | GBR Matthew Walker       | 33.06 | Q     |
| 4    | 6    | JPN Daisuke Ejima        | 33.14 | Q     |
| 5    | 2    | GER Tobias Pollap        | 35.54 |       |
| 6    | 7    | MEX Enrique Pérez Davila | 39.21 |       |

### Final
| Pos.   | Raia | Atleta                 | Tempo | Notas              |
| ------ | ---- | ---------------------- | ----- | ------------------ |
| Ouro   | 2    | CHN Pan Shiyun         | 29.49 | Recorde mundial    |
| Prata  | 4    | UKR Yevheniy Bohodayko | 30.19 | Recorde europeu    |
| Bronze | 3    | CHN Wang Jingang       | 30.75 |                    |
| 4      | 5    | AUS Matthew Levy       | 31.54 | Recorde da Oceania |
| 5      | 1    | JPN Daisuke Ejima      | 32.88 |                    |
| 6      | 8    | USA Lantz Lamback      | 32.97 | Recorde da América |
| 7      | 7    | GBR Matthew Walker     | 33.93 |                    |
| —      | 6    | CHN Yang Yuanrun       | DSQ   |                    |

Legenda
| Recorde mundial      | Recorde mundial (World record)               |                       | Recorde africano                      | Recorde africano (African) |                                           | Q | Classificado por posição (Qualified) |
| Recorde paralímpico  | Recorde paralímpico (Paralympic record)      | Recorde da América    | Recorde da América (Americas)         | q                          | Classificado por melhor tempo (Qualified) |   |                                      |
| Melhor marca do ano  | Melhor marca do ano (World leading)          | Recorde asiático      | Recorde asiático (Asian)              | DNS                        | Não largou (Did not start)                |   |                                      |
| Recorde nacional     | Recorde nacional (National record)           | Recorde europeu       | Recorde europeu (European)            | DNF                        | Não terminou (Did not finish)             |   |                                      |
| Recorde pessoal      | Recorde pessoal do atleta (Personal best)    | Recorde da Oceania    | Recorde da Oceania (Oceania)          | DSQ / DQ                   | Desclassificado (Disqualified)            |   |                                      |
| Recorde da temporada | Recorde da temporada do atleta (Season best) | Recorde sul-americano | Recorde sul-americano (South America) | NM                         | Sem marca (No mark)                       |   |                                      |